# دردسر (ترانه کلدپلی)
«دردسر» (به انگلیسی: Trouble) نام آهنگی از گروه کلدپلی در سبک آلترناتیو راک از آلبوم چترهای نجات است. همهٰ اعضای گروه در نوشتن این آهنگ مشارکت داشته‌اند.